# Вооружённые силы Австрии

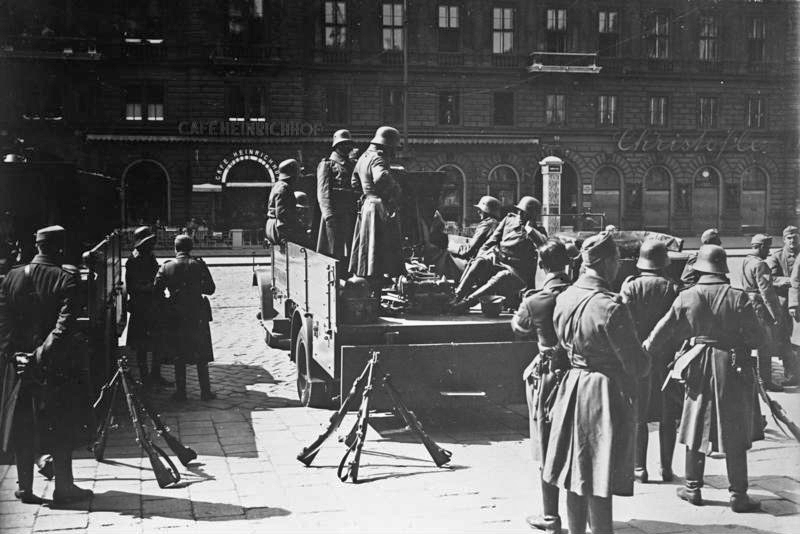
Солдаты в Вене во время подавления восстания (бунта) в феврале 1934 года.

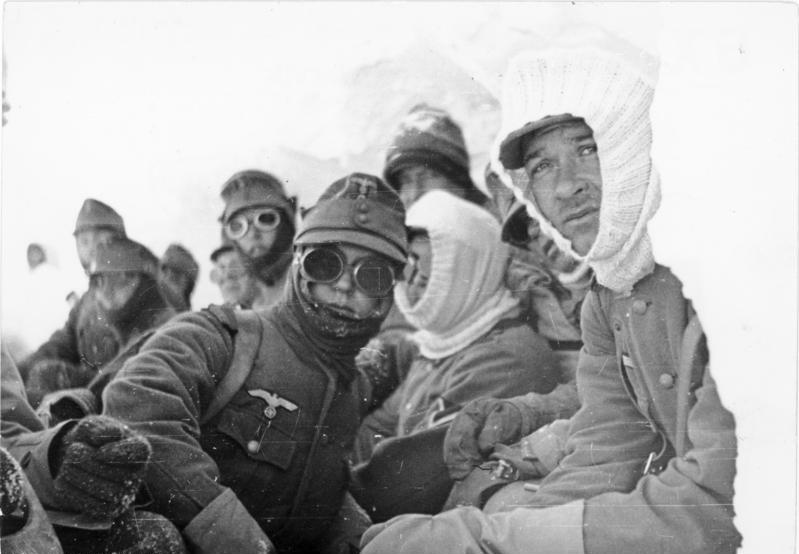
Австрийские горные стрелки оттеснены в норвежские скалы, бои за Нарвик, Вторая мировая война.

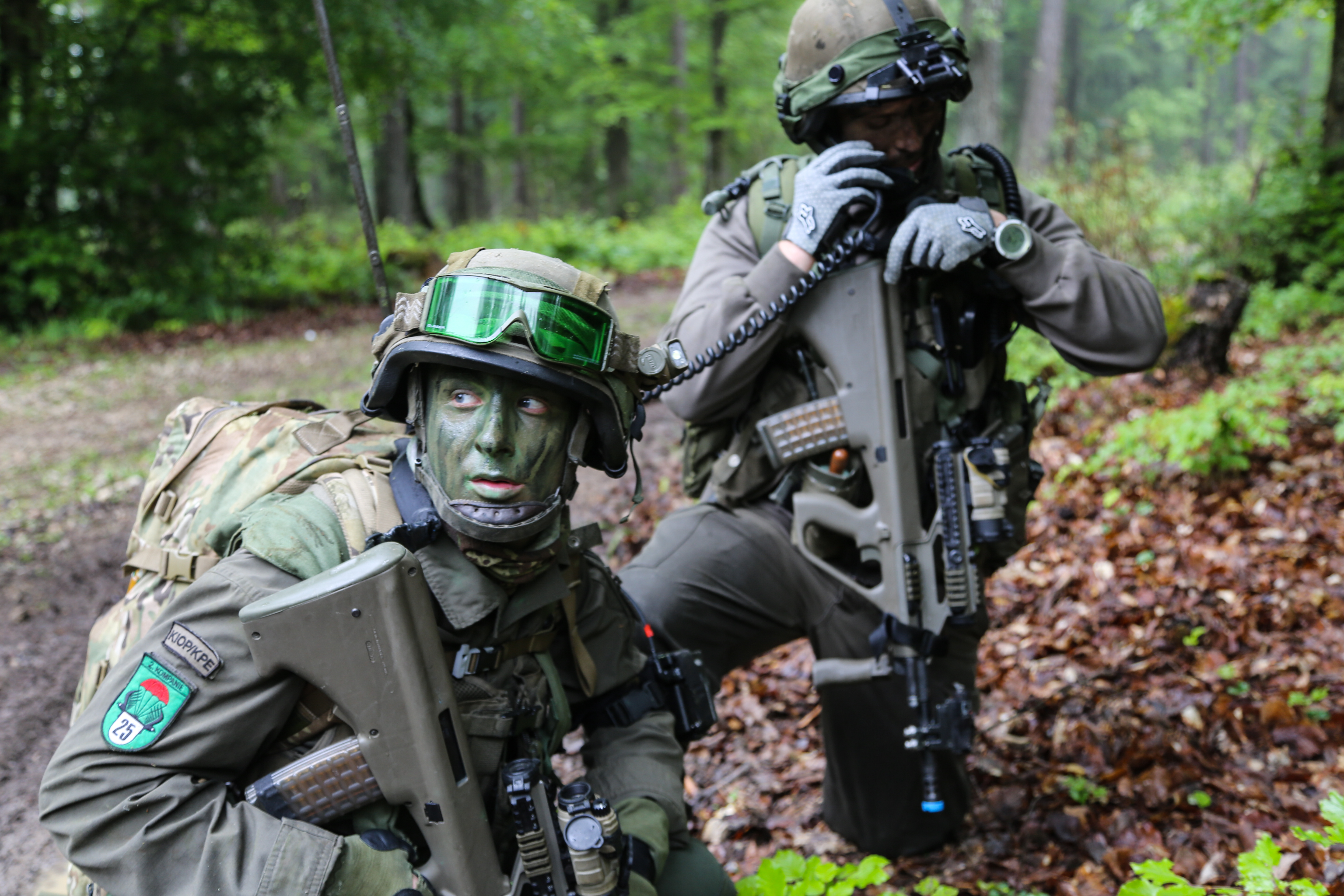
Австрийские десантники с Steyr AUG на учениях.

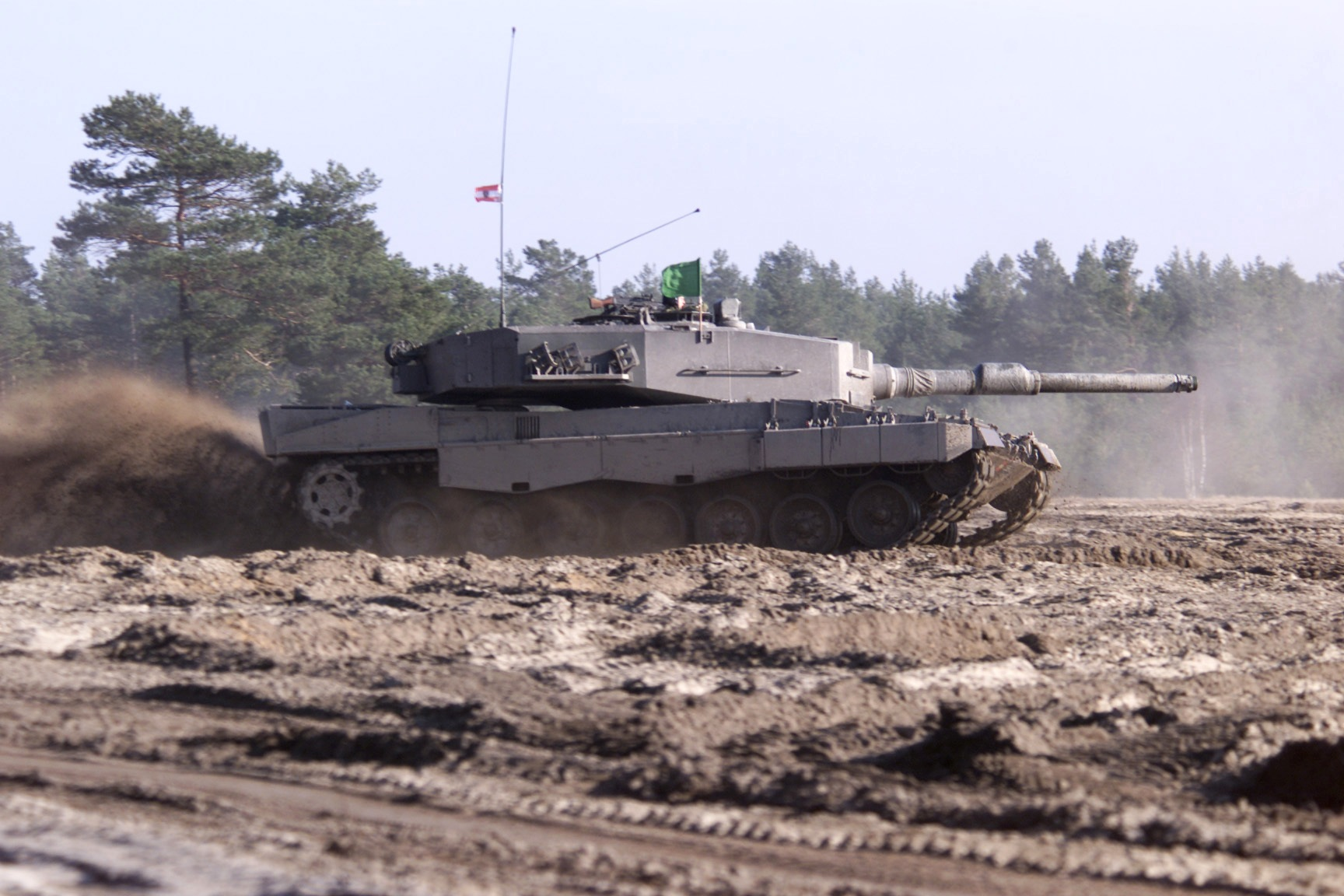
Основной танк Леопард 2.

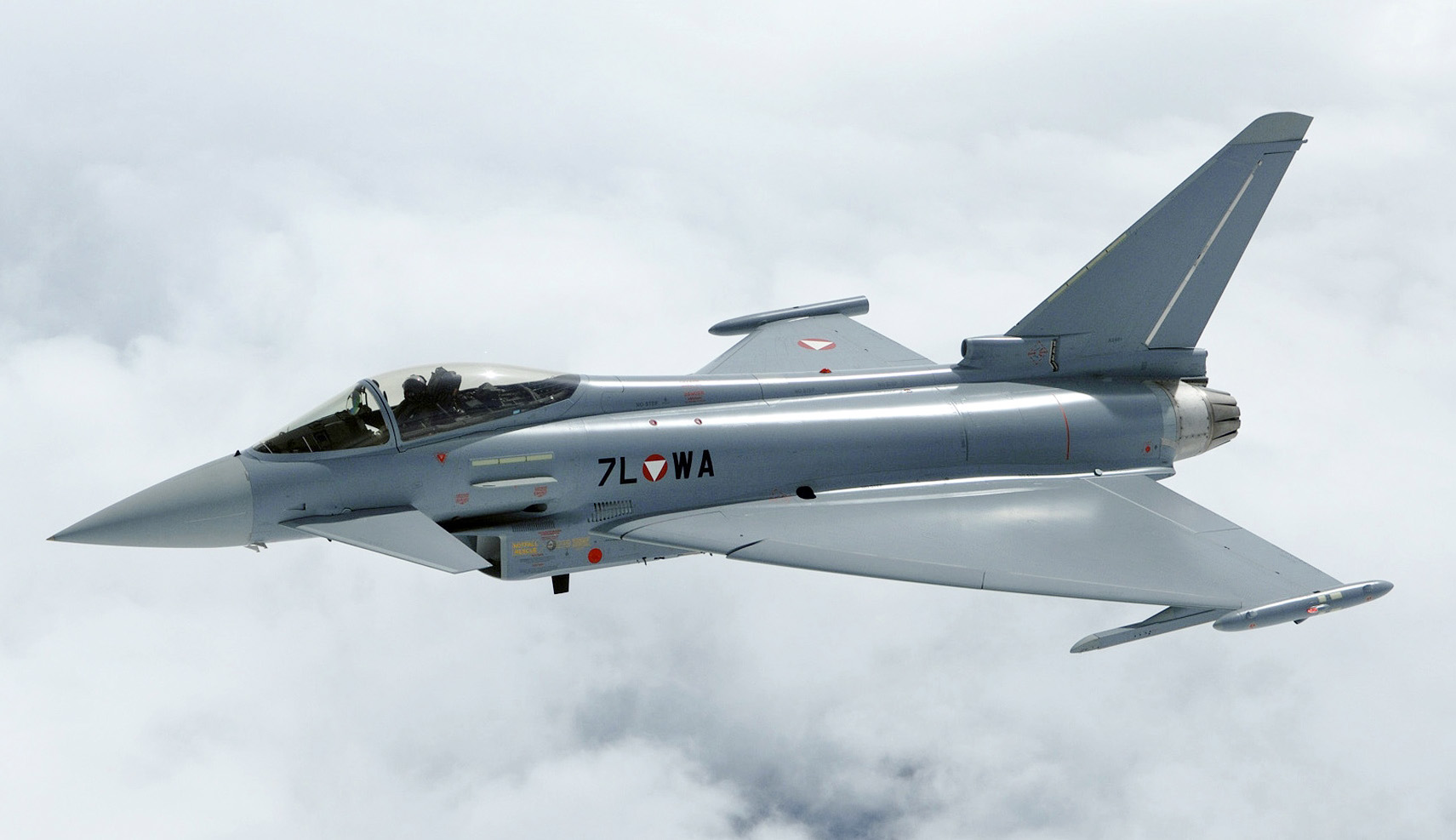
Eurofighter Typhoon в полёте.

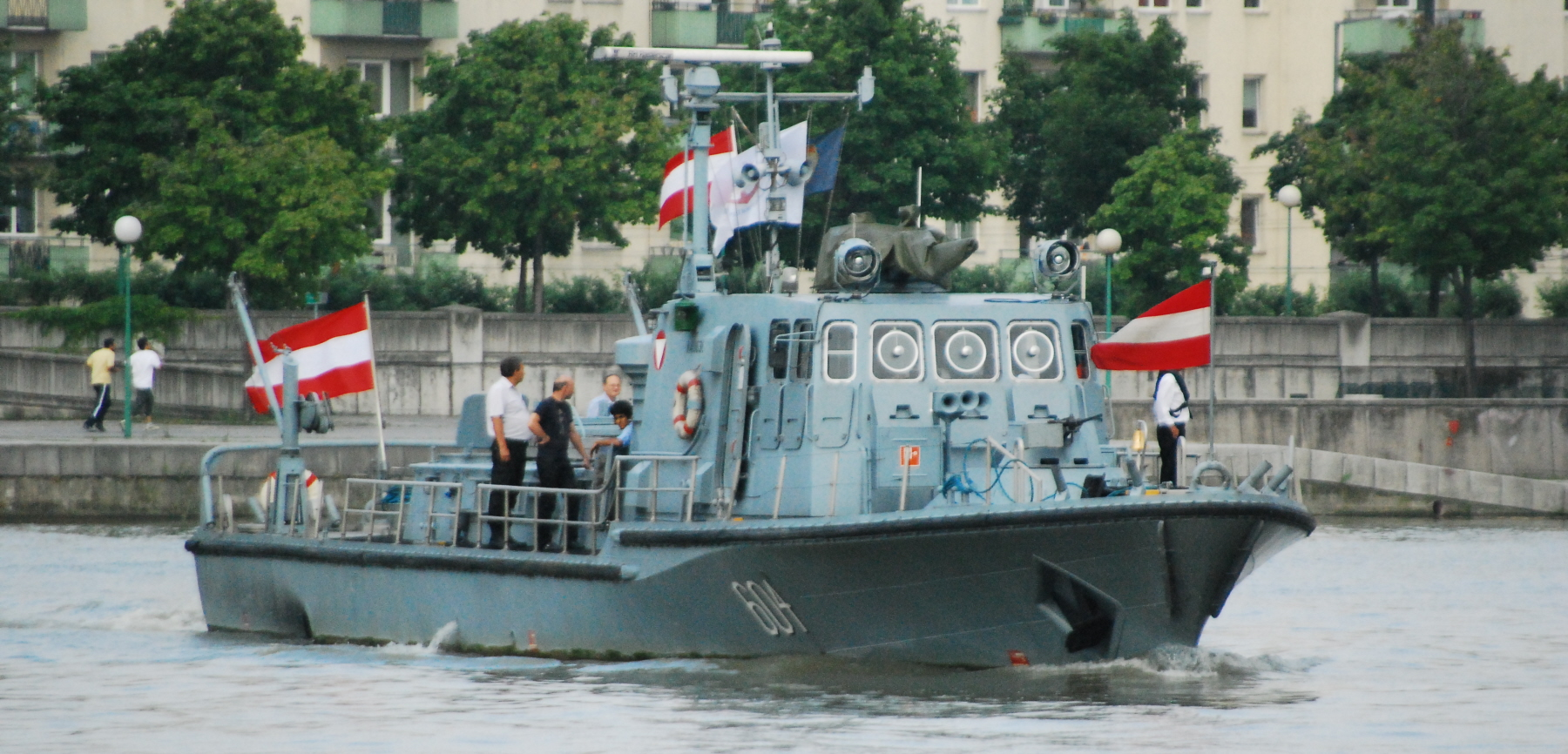
Патрульный катер «Нидеростеррайх»

Вооружённые силы Австрии (нем. Österreichisches Bundesheer) — совокупность органов управления, войск и сил (вооружённые силы) Австрийской Республики, предназначенная для защиты свободы, независимости и территориальной целостности государства.
Состоят из органов управления, сухопутных войск и военно-воздушных сил. Призыв на 6 месяцев, есть и альтернативная служба.

## История
Австрийская армия, флот и авиация Австро-Венгрии принимали непосредственное участие практически во всех крупных европейских военных конфликтах (войнах) Нового времени. Между 1918 годом и 1921 годом австрийская полурегулярная армия называлась Народные вооружённые силы (нем. Volkswehr — Народная оборона). Она боролась против югославских армейских частей, занимавших части Каринтии.

### Федеральное войско Первой Австрийской Республики
В 1920-х годах Австрийские вооружённые силы, всего около 63 000 человек личного состава, состояли из:
- регулярной армии, около 30 000 человек личного состава;
- полиции, около 17 500 человек личного состава;
- пограничной стражи, около 9 000 человек личного состава;
- жандармерии;
- финансовой стражи;
- лесной стражи (три последний формирований около 5 500 человек личного состава)[2]. Морского и воздушного флота не было[2]. Политические группировки: монархическая, велико-германская и социал-демократическая располагали особыми организациями, являющимися, по существу, скрытыми вооружёнными силами, насчитывающими до 25 000 человек[2].

В подготовку солдата, помимо специальной военной подготовки и физических упражнений, были включены общеобразовательная подготовка и обучение ремеслу или профессии. Подготовка унтер-офицеров была организована в бригадных школах, а офицеров — в специальных военных школах и на высших спортивных курсах. Военнослужащие образовывали особый профсоюз. Солдатские советы, созданные по русскому образцу, в ноябре 1918 года, и участвовали в разрешении вопросов комплектования, снабжения, культурно-просветительной работы и прочего. Позже они (солдатские советы) новым воинским уставом сведены на-нет.

#### Регулярная армия
Регулярная армия комплектовалась добровольцами, в возрасте от 19 до 26 лет, на срок 12 лет, по территориальной системе. Округ формировал бригаду, а всего в бригадах и одном артиллерийском полку, в 1920-х годах, было 28 пехотных, 6 самокатных, 6 технических батальонов, 6 эскадронов кавалерии, 14 полевых и горных батарей, 12 тяжёлых и 6 миномётных батарей.
Позже регулярная армия состояла из 6 бригад, каждая бригада управления и из двух — трёх пехотных и одного артиллерийского полка.
Наименование (штаб-квартира):
- 1-я (Бургенландская) бригада (Вена)
  - 1-й (Нижнеавстрийский) пехотный полк (Вена)
  - 2-й (Венский) пехотный полк (Вена)
  - 13-й (Бургенландско-Нижнеавстрийский) пехотный полк (Айзенштадт)
  - 1-й (Нижнеавстрийский) артиллерийский полк (Вена)
- 2-я (Венская) бригада (Вена)
  - 3-й (Венский) пехотный полк (Вена)
  - 4-й (Венский) пехотный полк (Вена)
  - 15-й (Венский) пехотный полк (Вена)
  - 2-й (Венский) артиллерийский полк
- 3-я (Нижнеавстрийская) бригада (Санкт-Пёльтен)
  - 5-й (Нижнеавстрийский) пехотный полк (Санкт-Пёльен)
  - 6-й (Нижнеавстрийский) пехотный полк (Кремс)
  - 3-й (Нижнеавстрийский) артиллерийский полк (Вена)
- 4-я (Верхнеавстрийская) бригада (Линц)
  - 8-й (Верхнеавстрийский) пехотный полк (Вельс)
  - 14-й (Верхнеавстрийский) пехотный полк (Линц)
  - 4-й (Верхнеавстрийский) пехотный полк (Линц)
- 5-я (Штирийская) бригада (Грац)
  - 9-й (Штирийский) альпийский егерьский полк (Грац)
  - 10-й (Штирийский) альпийский егерьский полк (Грац)
  - 11-й (Штирийский) пехотный полк (Леобен)
  - 5-й (Штирийский) артиллерийский полк (Грац)
- 6-я (Каринтийско-Зальцбургско-Тирольско-Форальбергская) бригада (Инсбрук)
  - Тирольский егерьский полк (Инсбрук)
  - Тирольский земский охранный полк (Куфштайн)
  - 4-й (Форарльберский) егерьский батальон (Брегенц)
  - 6-й (Тирольско-форарльбергский) артиллерийский полк (Инсбрук)

### В составе Вооружённых сил Германии (1938—1945)
В результате Аншлюса, в марте 1938 года, все 6 австрийских дивизий вошли в состав вооружённых сил Германии (Вермахт), образовав 44-ю и 45-ю пехотные, 4-ю легкую, 2-ю и 3-ю горнострелковые дивизии и прошли всю Вторую мировую войну в качестве обычных немецких соединений, внеся особенный вклад в развитие немецких горнопехотных войск.

### Федеральное войско Второй австрийской республики
В 1955 году Австрия объявила свой Постоянный нейтралитет и закрепила это конституционно, оккупационные войска Союза ССР, Англии, Франции и США были выведены с её территории. С тех пор главной целью австрийских Вооружённых сил является защита нейтралитета Австрии. В 1956 году было создано 8 бригад (в 1960-м году была создана 9-я бригада в Гётцендорфе, в 1963 году 3-я и 6-я бригада были реорганизованы в моторизированные бригады):
- 1-я бригада (Айзенштадт)
- 2-я бригада (Вена)
- 3-я бригада (Кремс)
- 4-я бригада (Хершинг)
- 5-я горная бригада (Грац)
- 6-я горная бригада (Инсбрук)
- 7-я горная бригада (Клагенфурт)
- 8-я горная бригада (Зальцбург)

В новейшем времени австрийская армия и авиация несколько раз приводилось в состояние повышенной боевой готовности по причине обострения ситуации в приграничных странах (Венгрия в 1956, Чехословакия в 1968, Югославия в 1991), однако ни разу не принимала участия в вооружённых столкновениях. В 1975 году в составе австрийской армии впервые после Второй мировой войны было создано соединение дивизионного уровня — 1-я мотопехотная дивизия в составе 3-й, 4-й и 9-й мотопехотных бригад, батальонов связи, инженерного и зенитного дивизиона.
В 1987 году ВС Австрии имели в своём составе 14 штабов соединений, 7 бригад, 34 полка, 158 батальонов, 943 мелких подразделений.
После окончания холодной войны австрийские вооружённые силы стали помогать пограничной полиции в управлении притоком незаконных иммигрантов через австрийские границы. Война на соседних Балканах привела к подъёму ограничений на диапазон вооружения австрийских вооружённых сил, которые были наложены Государственным договором 1955 года.
С 1960 года армия начала принимать участие в миссиях ООН, а в 1995 году вошла в программу Североатлантического блока «Партнёрство ради мира» (Косово).

## Воинская повинность
Ранее в Австро-Венгерской империи, на конец XIX столетия, в основу военного устройства было положено начало всеобщей воинской повинности, при чём ежегодно в состав вооружённых сил империи призывались все молодые люди в возрасте от 21 до 23 лет. Молодые люди, зачисленные в рекрутский запас армии или ландвера (в Венгрии — в гонведа), не освобождались от призыва и в следующие два года, пока не достигали 23 лет. В Австро-Венгрии были законодательно установлены сроки службы:
- в постоянной армии:
  - три года на действительной службе и затем 7 лет в резерве;
  - 10 лет в рекрутском запасе;
- в ландвере (гонведе):
  - два года для лиц, прослуживших в постоянной армии 10 лет;
  - 12 лет для зачисляемых прямо в ландвер (или его запас);
- в состав ландштурма входили все граждане, способные носить оружие, в возрасте от 19 до 42 лет, и он делился на два призыва (Aufgebole):
- к первому принадлежали лица от 19 до 37 лет;
- ко второму — от 38 до 42 лет.

Лица, состоящие в резерве, рекрутском запасе и ландвере (но не в ландштурме) подлежали поверочным и учебным сборам. Поверочные сборы бывали ежегодно и продолжались один день, а общая же сложность учебных сборов составляда для людей рекрутского запаса — 4 ½ месяца, а для ландвера от 7 ½ до 9 месяцев; каждый же учебный сбор не мог длиться более 5 недель.
В январе 2013 года в Австрии прошёл плебисцит по вопросу о переходе с обязательного призыва на добровольную наёмную службу в ВС Австрии. Избиратели с большим преимуществом (59,68 %) высказались за сохранение всеобщей воинской повинности.
Сейчас, по своему желанию, граждане республики мужского пола в возрасте от 17 до 36 лет обязаны отслужить в ВС (Бундесхеер) 6 месяцев, или пройти альтернативную гражданскую службу, в течение 9 месяцев. Но есть исключение, если гражданин отслужил в войсках и силах на своей Родине, до получения гражданства Австрии, то призыв в ВС Австрии исключён.
Медицинская комиссия обязательна для всех, даже для тех, кто планирует пройти альтернативную гражданскую службу, она определяет годность по состоянию здоровья призывника:
- Не годен к службе в ВС.
- Не годен к службе в ВС, на определённый срок, в этом случае медкомиссию проходится повторно, до результата первого или третьего пункта.
- Годен к службе в ВС.

Во время медкомиссии проверяется не только состояние здоровья призывника, но и устанавливаются его специальные навыки и возможности, для распределения в то или иное формирование или специальную службу в ВС. Через 6 недель, после медкомиссии призывник, в письменном виде, получает извещение о месте прохождения действительной службы, и её начале.

## Состав вооружённых сил

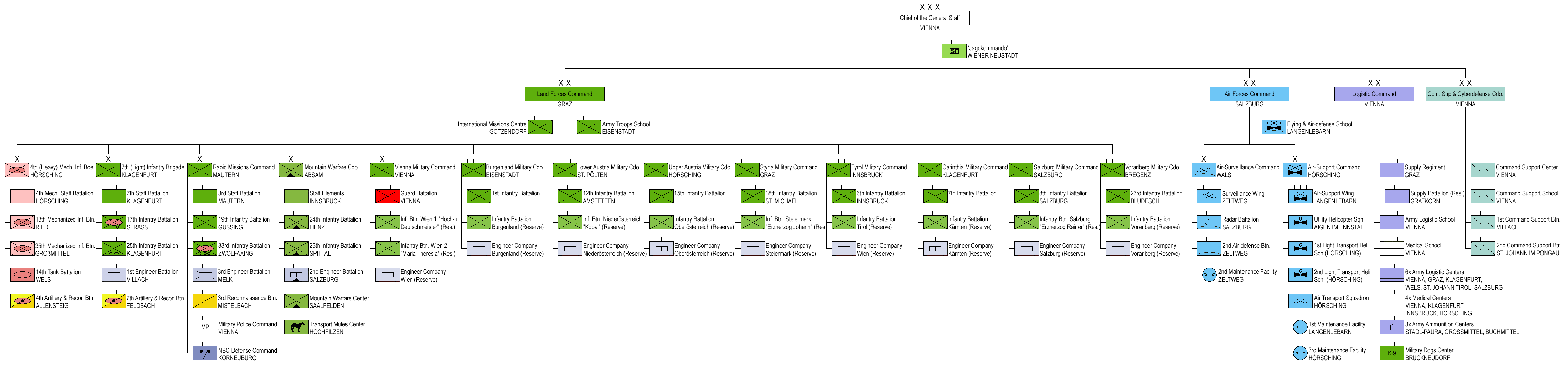
Организационно-штатная структура австрийской армии

Численность военнослужащих: около 22 тыс. человек (без учёта 12 тыс. солдат срочной службы).
Численность резервистов: около 125 тыс. человек.
Мобилизационные ресурсы: около 1 550 000 человек.

### Сухопутные войска
Численность сухопутных войск ВС Австрии около 12,2 тыс. человек.
До 2006 года в состав австрийской армии входила Дунайская флотилия, традиционно относившаяся к инженерным частям сухопутных войск.
В 2011 году были озвучены планы масштабного сокращения парка бронетехники с целью сокращения затрат. По завершении списания, предполагалось уменьшение числа боевых машин с 1147 до 389 единиц.

### Военно-воздушные силы
Военно-воздушные силы являются частью командования Объединенных сил и состоят из двух бригадных эквивалента: Командования наблюдения воздушного пространства и Командования воздушной поддержки.
На службе в ВВС состоят:
- 2 эскадрильи многоцелевых истребителей Eurofighter Typhoon
- 1 эскадрилья разведывательных самолётов PC-6B Turbo Porter
- 2 тренировочные эскадрильи Saab 105Oe и PC-7 Turbo Trainer[англ.]
- 2 эскадрильи транспортных вертолётов Bell 212
- 1 эскадрилья транспортных вертолётов Bell OH-58 Kiowa
- 1 эскадрилья транспортных вертолётов S-70A Blackhawk
- 1 эскадрилья транспортных вертолётов SA316/SA319 Alouette III[6]

## Знаки различия

### Генералы и офицеры
| Категории               | Генералы      | Генералы          | Генералы          | Генералы      | Старшие офицеры | Старшие офицеры | Старшие офицеры | Младшие офицеры | Младшие офицеры   | Младшие офицеры | Младшие офицеры   |
| ----------------------- | ------------- | ----------------- | ----------------- | ------------- | --------------- | --------------- | --------------- | --------------- | ----------------- | --------------- | ----------------- |
| На полевую форму        |               |                   |                   |               |                 |                 |                 |                 |                   |                 |                   |
| Австрийское звание      | General       | Generalleutnant   | Generalmajor      | Brigadier     | Oberst          | Oberstleutnant  | Major           | Hauptmann       | Oberleutnant      | Leutnant        | Fähnrich          |
| Перевод                 | Генерал       | Генерал-лейтенант | Генерал-майор     | Бригадир      | Полковник       | Подполковник    | Майор           | Капитан         | Старший лейтенант | Лейтенант       | Фендрик           |
| Российское соответствие | Генерал Армии | Генерал-полковник | Генерал-лейтенант | Генерал-майор | Полковник       | Подполковник    | Майор           | Капитан         | Старший лейтенант | Лейтенант       | Младший лейтенант |

### Сержанты и солдаты
| Категории               | Подофицеры        | Подофицеры              | Подофицеры            | Подофицеры        | Подофицеры       | Подофицеры   | Младшие подофицеры | Младшие подофицеры  | Младшие подофицеры | Солдаты |
| ----------------------- | ----------------- | ----------------------- | --------------------- | ----------------- | ---------------- | ------------ | ------------------ | ------------------- | ------------------ | ------- |
| На полевую форму        |                   |                         |                       |                   |                  |              |                    |                     |                    |         |
| Австрийское звание      | Vizeleutnant      | Offiziersstellvertreter | Oberstabswachtmeister | Stabswachtmeister | Oberwachtmeister | Wachtmeister | Zugsführer         | Korporal            | Gefreiter          | Rekrut  |
| Перевод                 | Вице-лейтенант    | Заместитель офицера     | Обер-штабс-вахмистр   | Штабс-вахмистр    | Обер-вахмистр    | Вахмистр     | Сержант            | Капрал              | Ефрейтор           | Рекрут  |
| Российское соответствие | Старший прапорщик | Прапорщик               | Подпрапорщик          | Старшина          | Старший сержант  | Сержант      | Младший сержант    | Отделённый командир | Ефрейтор           | Рядовой |